# 好订网
好订网（Hotels.com）是一个酒店預訂网站，該網站上有19,000个地点的超过325,000家酒店。該網站前身是1991年成立的Hotel Reservations Network (HRN)，HRN提供酒店電話預訂服務。2001年，它成为Expedia公司的一部分，并于2002年更名为 Hotels.com。该網站由位于美国德克萨斯州达拉斯的一家有限合伙企业Hotels.com LP 运营。